# Sankt Kanzian am Klopeiner See
Sankt Kanzian am Klopeiner See (slovenska: Škocjan v Podjuni) är en ort och kommun i Österrike. Den ligger i distriktet Völkermarkt i förbundslandet Kärnten, 220 km sydväst om huvudstaden Wien.
Kommunen består av 38 orter (Ortschaften) (inom parentes invånarantal 1 januari 2024):

- Brenndorf (62)
- Duell (17)
- Grabelsdorf (164)
- Hart (4)
- Horzach I (47)
- Horzach II (45)
- Kleindorf I (32)
- Kleindorf II (40)
- Klopein (298)
- Lanzendorf (26)
- Lauchenholz (85)
- Littermoos (52)
- Mökriach (33)
- Nageltschach (132)
- Oberburg (10)
- Obersammelsdorf (84)
- Oberseidendorf (19)
- Peratschitzen (101)
- Piskertschach (49)
- Saager (7)
- St. Kanzian (400)
- St. Lorenzen (49)
- St. Marxen (70)
- St. Primus (246)
- St. Veit im Jauntal (132)
- Schreckendorf (98)
- Seelach (323)
- Seidendorf (52)
- Sertschach (135)
- Srejach (207)
- Stein im Jauntal (209)
- Steinerberg (51)
- Unterburg (497)
- Unternarrach (65)
- Untersammelsdorf (39)
- Vesielach (79)
- Wasserhofen (563)
- Weitendorf (115)